# Mary-Kate Olsen
Pour les articles homonymes, voir Olsen.
Mary-Kate Olsen est une créatrice de mode et actrice américaine, née le 13 juin 1986 à Sherman Oaks, en Californie.
Son nom est associé à celui de sa sœur jumelle Ashley Olsen, avec qui elle a tourné dans de nombreux films et séries télévisées lorsqu'elles étaient enfants et adolescentes. En début d'année 2012, les sœurs Olsen annoncent leur départ d'Hollywood pour se consacrer pleinement à leur société de mode The Row (en). Elles sont membres du conseil des créateurs de mode américains.

## Biographie

### Enfance
Née en Californie en 1986, Mary-Kate Olsen est née deux minutes après sa sœur jumelle monozygote Ashley. Elles sont les filles de Jarnette Fuller "Jarnie" Jones (née le 22 février 1954), manager personnel de profession d'ascendance française, allemande et italienne, et de David Brian "Dave" Olsen (né le 15 novembre 1953), un promoteur immobilier d'ascendance norvégienne. Elles ont un frère aîné, James Trent Olsen (né le 6 mai 1984), et une sœur cadette, Elizabeth Chase Olsen (née le 16 février 1989). Leurs parents divorcent en 1995, après plus de dix-huit ans de mariage.
En début d'année 1996, leur père se remarie à son ancienne assistante, Martha Taylor Mackenzie (née le 10 juillet 1959) - avec qui il a deux enfants : Courtney Taylor Olsen (née le 10 mai 1997), et Jacob "Jake" Olsen (né en 1998). Le couple divorce en 2014 après plus de dix-huit ans de mariage.
En 2004, les jumelles Olsen ressortent diplômées du lycée Campbell Hall School (en) de Los Angeles, puis intègrent l'université de New York afin d'étudier à la Gallatin School of Individualized Study. Cependant, l'année suivante, elles arrêtent leurs études et retournent vivre à Los Angeles.

### Carrière
En 1987, alors âgées de seulement neuf mois, Mary-Kate et Ashley obtiennent le rôle de Michelle Tanner (en) dans la sitcom La Fête à la maison. Afin de se conformer aux lois sur le travail des enfants, qui fixent des limites strictes sur la durée de travail maximum d'un enfant acteur, les sœurs jouent chacune à leur tour ce personnage jusqu'en 1995, année où la série s'achève.
En 1993, alors qu'elles sont seulement âgées de sept ans, elles fondent leur propre société de production Dualstar (en) avec leur père Dave Olsen, et produisent leurs films et sitcoms. Elles enchaînent alors les rôles : Aventures à Paris (1999), Tel père, telles filles (1999), Liées par le secret (2000), Destination Londres (2001), Vacances sous les tropiques (2001) ou encore Totalement jumelles (2001-2002) qui connaissent un véritable succès marketing.
Durant les années 1990 et 2000, les jumelles sont les idoles des jeunes. Elles ont de nombreux produits marketing à leur effigie : vêtements, livres, parfums, magazines, posters, poupées etc. En 2004, peu après leur 18ème anniversaire, elles deviennent les présidentes de leur société Dualstar (en) et jouent dans leur dernier film ensemble Une journée à New York.

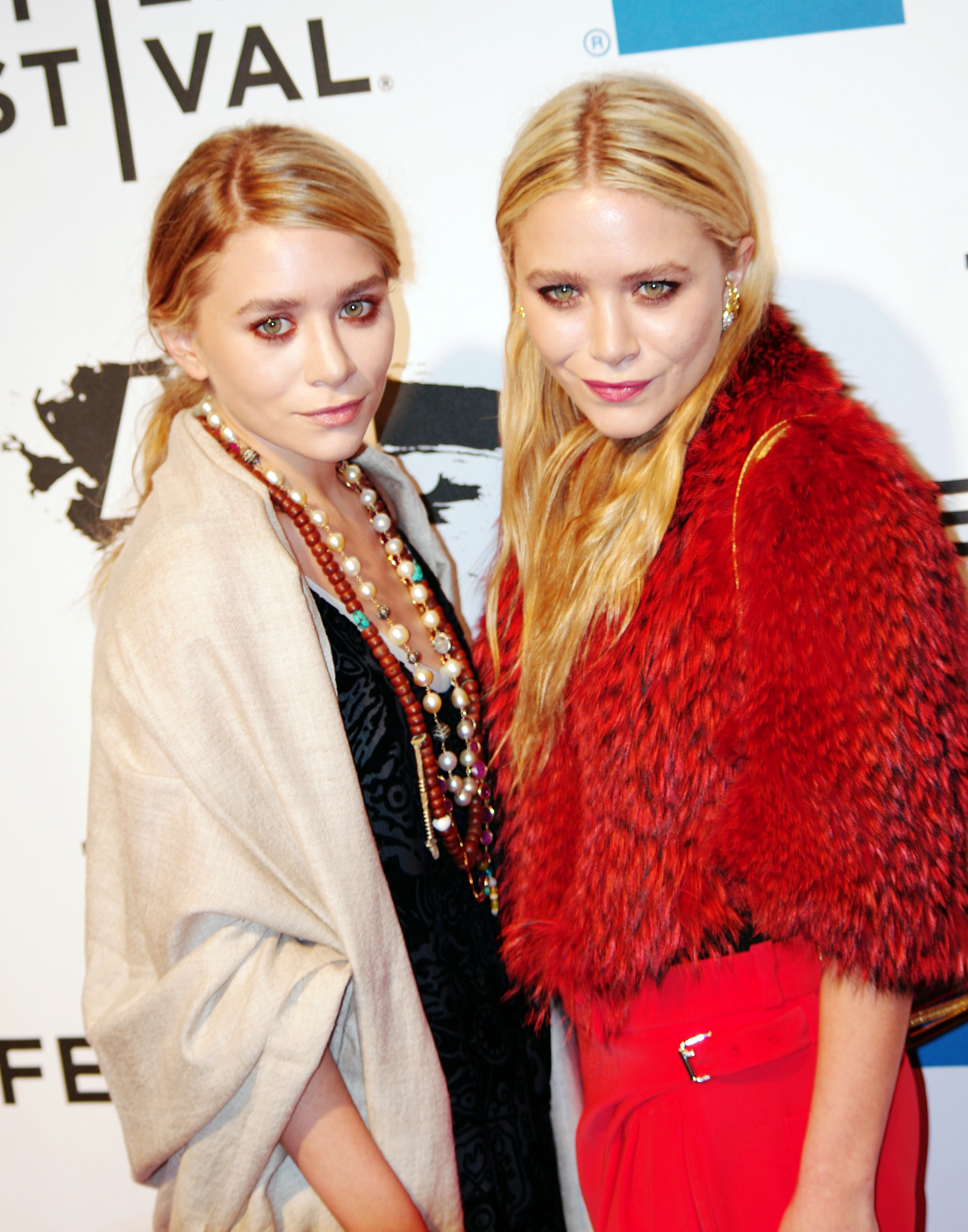
Mary-Kate et Ashley Olsen en 2011.

Tandis qu'Ashley met un terme à sa carrière d'actrice, Mary-Kate joue dans le film Factory Girl (2006), la troisième saison de Weeds (2007) et le film Sortilège (2011). En 2006, les jumelles Olsen créent une collection capsule de sept pièces qui inclut le tee-shirt parfait (créé par Ashley en 2005), une paire de legging en satin de coton et une robe en cachemire. Le magasin Barneys New York achète leur collection qui s'élargit rapidement, et qui comprend du prêt-à-porter, des sacs à main, des lunettes de soleil et des paires de chaussures ; c'est ainsi qu'elles créent leur société de mode The Row (en). Voulant gagner en crédibilité dans l'industrie de la mode après leur association avec Walmart, les sœurs deviennent les visages de la marque de haute-couture Badgley Mischka (en) cette même année.
En 2007, à seulement 21 ans, les jumelles sont classées à la onzième place par le magazine Forbes dans le classement des femmes les plus riches du monde, possédant une fortune qui s'élève à 100 millions de dollars. Cette même année, elles annoncent vouloir seulement produire des films et ne plus jouer la comédie, puis lancent une ligne de vêtements baptisée "Elizabeth & James". En 2008, elles co-écrivent un livre intitulé Influence, qui contient des entrevues de nombreux stylistes et photographes ayant inspirés les sœurs au fil des années. En 2009, elles produisent leur troisième marque de vêtements : OlsenBoye. En 2011, elles annoncent la sortie d'une nouvelle ligne de T-shirts exclusifs, mise en vente en ligne, Stylemint, par l'entreprise BeachMint.
En mars 2012, elles annoncent officiellement mettre un terme à leur carrière d'actrice pour se concentrer sur leur carrière de créatrices de mode. Quelques mois plus tard, elles reçoivent le Prix des "créateurs de l'année, catégorie mode féminine" par le CFDA, équivalent des Oscars de la mode.
En 2015, John Stamos annonce avoir signé un contrat avec Netflix pour faire un spin-off de La Fête à la maison, vingt ans après l'arrêt de la série. Si tout le casting est partant pour une suite, ce n'est pas le cas des jumelles Olsen qui refusent d'interpréter à nouveau le personnage de Michelle Tanner. 

### Vie privée

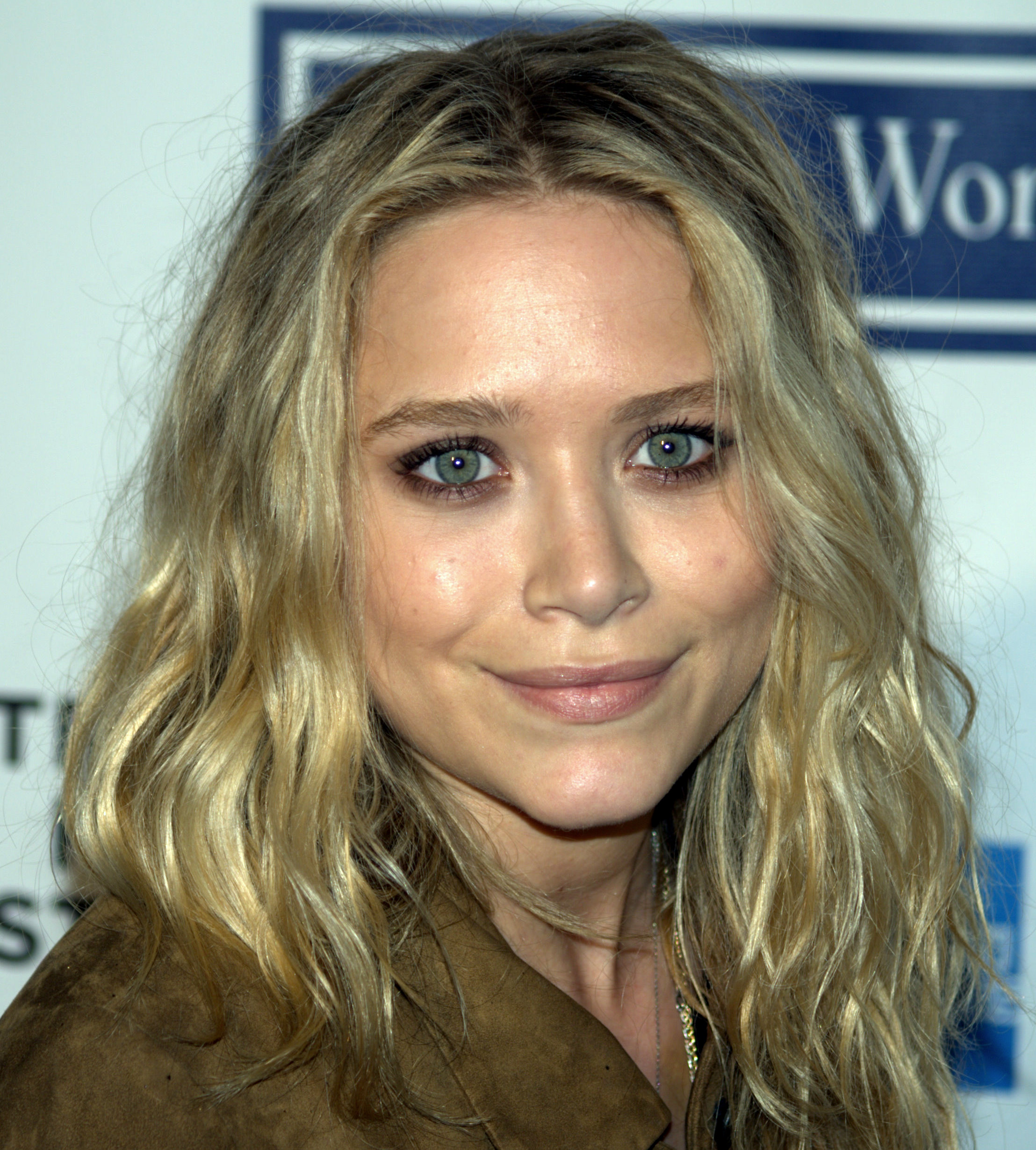
Mary-Kate Olsen en 2009.

En juin 2004, quelques jours après son 18e anniversaire, Mary-Kate annonce se battre contre la dépression et suivre un traitement dans une clinique contre l'anorexie mentale,.
En 2002, Mary-Kate fréquente le scénariste et réalisateur Max Winkler, puis elle fréquente David Katzenberg (né le 22 mars 1983), le fils du producteur Jeffrey Katzenberg, de 2003 à 2004. En 2004, elle a une liaison avec le styliste Ali Fatourechi et, l'année suivante, elle a une aventure avec l'homme d'affaires Richie Akiva (né le 19 septembre 1976). En 2005, elle fréquente durant six mois Stavros Niarchos III (né le 17 avril 1985), le petit-fils de Stávros Niárchos. De 2006 à 2007, elle a une relation avec l'homme d'affaires britannique Maxwell Snow (né le 13 janvier 1985). Durant l'été 2007, elle entame une relation secrète avec l'acteur australien Heath Ledger, qui meurt d'une overdose en janvier 2008. De 2008 à 2010, elle est en couple avec l'artiste Nate Lowman (né le 30 novembre 1978).
En février 2014, Mary-Kate se fiance avec Olivier Sarkozy, le demi-frère de Nicolas Sarkozy, son compagnon depuis avril 2012. Ils se marient en secret le 27 novembre 2015 à Manhattan. Elle devient alors la belle-mère des enfants de son mari : Julien (né en 2000) et Margot (née en 2002). Le 17 avril 2020, Mary-Kate demande le divorce après quatre ans de mariage et huit ans de vie commune. Le divorce est prononcé le 25 janvier 2021.

## Filmographie
| Année(s)    | Série / Film                            | Rôle                                | Note(s)                                                  |
| ----------- | --------------------------------------- | ----------------------------------- | -------------------------------------------------------- |
| 1987 - 1995 | La Fête à la maison                     | Michelle Tanner                     | Sitcom (rôle partagé avec sa sœur Ashley) Rôle principal |
| 1992        | Cooper et nous                          | Michelle Tanner                     | Sitcom (rôle partagé avec sa sœur Ashley) 1 épisode      |
| 1992        | Sarah et Julie n'en font qu'à leur tête | Sarah Thompson                      | Téléfilm                                                 |
| 1993        | Our First Video                         | Elle-même                           | DVD                                                      |
| 1993        | Doubles jumelles, doubles problèmes     | Kelly Farmer / Tante Sophia, enfant | Téléfilm                                                 |
| 1994        | Deux Jumelles dans l'Ouest              | Jessica Martin                      | Téléfilm                                                 |
| 1994        | Les Chenapans                           | Jumelle n°1                         | Film Figuration                                          |
| 1994 - 1997 | Les Aventures de Mary-Kate et Ashley    | Elle-même                           | Série de 11 épisodes                                     |
| 1995        | Papa, j'ai une maman pour toi           | Amanda Lemmon                       | Film                                                     |
| 1995 - 2000 | Les jumelles font la fête               | Elle-même                           | Série de 10 épisodes                                     |
| 1997        | Sister, Sister                          | Elle-même                           | Série Saison 4, épisode 21                               |
| 1997        | Our Music Video                         | Elle-même                           | DVD                                                      |
| 1998        | Recherche maman désespérément           | Tess Tyler                          | Téléfilm                                                 |
| 1998        | La Force du destin                      | Elle-même                           | épisode du 29 octobre 1998                               |
| 1998 - 1999 | Les jumelles s'en mêlent                | Mary-Kate Burke                     | Sitcom                                                   |
| 1999        | Aventures à Paris                       | Melanie "Mel" Porter                | Téléfilm                                                 |
| 1999        | Tel père, telles filles                 | Sam Stanton                         | Téléfilm                                                 |
| 2000        | Sept à la maison                        | Carol Murphy                        | Saison 5, épisode 8                                      |
| 2000        | Liées par le secret                     | Maddie Parker                       | Téléfilm                                                 |
| 2001        | Mary-Kate & Ashley's Fashion Forward    | Elle-même                           | DVD                                                      |
| 2001        | Destination Londres                     | Chloe Lawrence                      | Téléfilm                                                 |
| 2001        | Vacances sous les tropiques             | Madison Stewart                     | Téléfilm                                                 |
| 2001 - 2002 | Totalement jumelles                     | Riley Carlson                       | Sitcom                                                   |
| 2001 - 2002 | Mary-Kate et Ashley                     | Elle-même                           | Série d'animation Doublage                               |
| 2002        | Route et Déroute                        | Kylie Hunter                        | Téléfilm                                                 |
| 2002        | Un été à Rome                           | Charli Hunter                       | Téléfilm                                                 |
| 2003        | Le Défi                                 | Shane Dalton                        | Téléfilm                                                 |
| 2004        | Les Simpson                             | Elle-même                           | Doublage Saison 15, épisode 10                           |
| 2004        | Saturday Night Live                     | Elle-même                           | Co-animatrice avec Ashley                                |
| 2004        | Une journée à New York                  | Roxanne "Roxy" Ryan                 | Film                                                     |
| 2006        | Factory Girl                            | Molly Spence                        | Film                                                     |
| 2007        | Weeds                                   | Tara Lindman                        | Série télévisée Rôle récurrent (saison 3)                |
| 2008        | Samantha qui ?                          | Natalie                             | Série télévisée 1 épisode                                |
| 2008        | Wackness                                | Union                               | Film                                                     |
| 2011        | Sortilège                               | Kendra Hilferty                     | Film                                                     |

## Discographie
- Give us a mystery
- You’re Invited to Mary-Kate and Ashley’s Sleepover Party
- You’re Invited to Mary-Kate and Ashley’s Ballet Party
- I am the cute one
- Brother for sale
- You’re Invited to Mary-Kate and Ashley’s Birthday Party
- Cool Yule
- Suffragette City
- You’re invited to Mary-Kate and Ashley’s School Dance party
- You’re invited to Mary-Kate and Ashley’s Fashion Party
- Staying cool

## Publications
- 2008 : Influence  (ISBN 159514210X et 9781595142108) ; un livre où elle et sa sœur ont des entretiens avec des designers et des photographes du milieu de la mode

## Lignes de vêtements
- 2000 : Mary-Kate and Ashley: Real fashion for real girls
- 2006 : The Row
- 2007 : Elizabeth and James
- 2009 : Olsenboye
- 2011 : Stylemint

## Distinctions
- Young Artist Awards 1994 : meilleure jeune actrice dans une mini-série, un téléfilm ou un programme spécial pour Doubles jumelles, doubles problèmes
- Kids' Choice Awards 1996 : actrice de film favorite pour Papa, j'ai une maman pour toi
- Kids' Choice Awards 1999 : actrice de télévision favorite pour Les jumelles s'en mêlent
- Étoile sur le Hollywood Walk of Fame, catégorie « Télévision », depuis 2004, au 6801 Hollywood Blvd

## Voix française

### EnFrance
Les jumelles Olsen sont doublées par Kelly Marot dans Les Chenapans (1994) puis Adeline Chetail dans Papa, j'ai une maman pour toi (1995). Dorothée Pousséo prend le relais à partir de Recherche maman désespérément (1998).

### Au Québec
Sa sœur et elle sont majoritairement doublées par Bianca Gervais,, mais aussi par Kim Jalabert, Émilie Bibeau, Aline Pinsonneault et Claudia-Laurie Corbeil.